# Dichotomius problematicus
Dichotomius problematicus là một loài bọ cánh cứng trong họ Bọ hung (Scarabaeidae).